# فولاذ المنجنيز

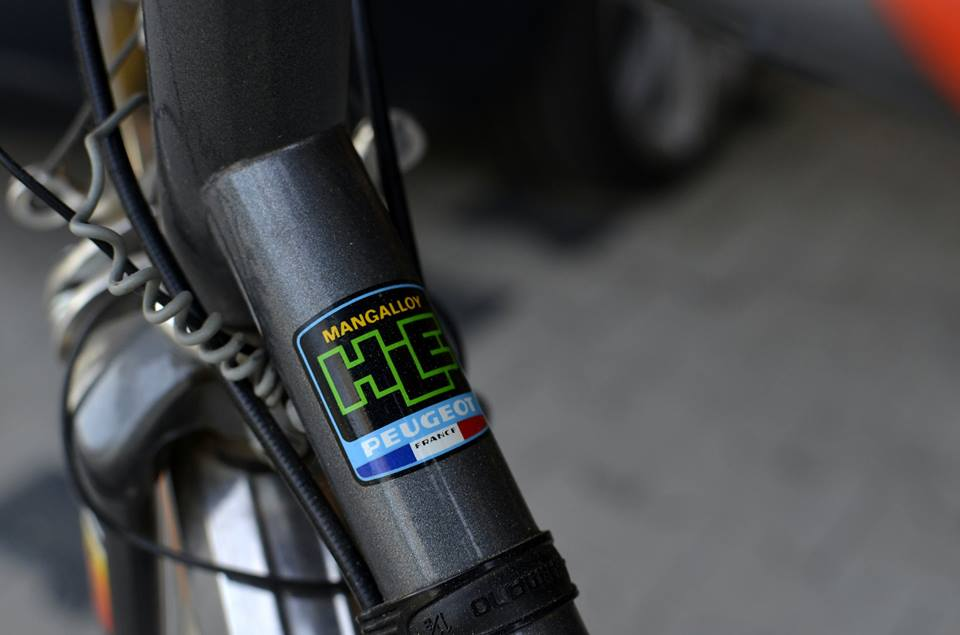
لاصق على هيكل الدراجة الهوائية يشير على أنه مصنوع من المنجنيز الصلب

صلب المنجنيز أو صلب هادفيلد هي سبيكة تحتوي على متوسط 13% منجنيز ولها قدرة عالية على مقاومة كلاً من الصدمات والتآكل.

## التاريخ

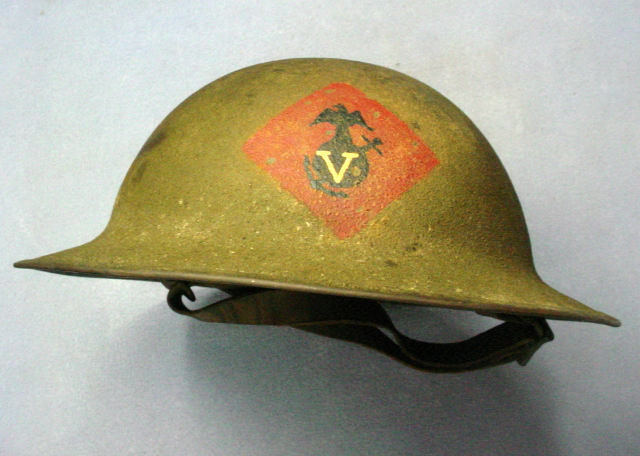
خوذة برودي من الحرب العالمية الأولى، مصنوعة من المنجنيز الصلب

في عام 1816 سجل باحث ألماني من دولة ألمانيا أن إضافة كميات كبيرة من المنجنيز إلى الحديد يجعله أصلب من دون التأثير على المتانة ولكن الخليط لم يكن متجانسًا ولم يكن اعتبار النتائج معقولا. وفي عام 1860 كان السيد هنري بيسمر يحاول أن يتم عملية بيسمر لصنع الحديد ووجد أن إضافة المنجنيز والكربون إلى الحديد بعد غليانه يساعد في إزالة الكبريت والأكسجين الموجودين فيه.
إن اتحاد الكبريت مع الحديد يعطي خليط درجة حرارته أقل من الصلب مما يسبب مناطق ضعيفة وواهية في الصلب ويمنع الدرفله علة الساخن. ويتم إضافة المنجنيز مع أغلب سبائك الصلب الجديدة لقدرته الكبيرة لإزالة الكبريت.
ساهم روبرت هادفيلد في ابتداع سبيكة فولاذ المنغنيز التي طورها سنة 1882، والتي تنسب في بعض الأحيان إليه .

## الأنواع الرئيسية
يستعمل ويستخدم المنجنيز في صناعة الحديد ومعدن الحديد بصورة رئيسية حيث يضاف لتكوين السبائك الحديدية ويمكن تصنيف سبائك المنجنيز إلى أربعة أقسام رئيسية:
- سبائك حديد منجنيز عالية الكربون.
- سبائك حديد منجنيز بها نسبة كربون 5. : %1.5
- سيليكون منجنيز مع نسبة سيليكون 17 : 20 % مع نسبة كربون 1.5 : 2 %
- سيليكون منجنيز مع قليل من الكربون بنسبة سيليكون 13 : 26 % ونسبة كربون 05. : 5. %

## الخصائص
إن عدد خصائص السبيكة ضخم جدًا لدرجة أن بعض المنتجون يضعون أكثر من 20 منتج مختلف لهم خصائص مختلفة.

### استخدامات سبائك المنجنيز
بسبب أته يتم استخدام 90% من سبائك المنجنيز في صناعة الصلب فإن الطلب العالمي للمنجنيز يعتمد بصورة مباشرة مع متطلبات صناعة الحديد.
هناك درجات من الحديد وهذه الدرجات تحتاج إلى كميات مختلفة من المنجنيز.
معدل استهلاك المنجنيز لكل طن من الصلب حاليا هو 7.5 كجم في الدول الصناعية
الجزء الأكبر من إنتاج الحديد متعدد الاستعمالات (قليل الكربون) يحتوي على 15. : 8. % منجنيز.
جزء كبير من صفائح الصلب قليل الكربون تحتوي على أقل من 3.% منجنيز. الحديد ذو القوي العالية يمثل 3-4% من استهلاك الصلب ويحتوي على أكثر من 1% منجنيز. الفولاذ الذي يحتوي على أكثر من 13% منجنيز أو أكثر يحتوي على صفات فريدة تجعله مناسب للاستخدامات حيث الصلابة ومقاومة التآكل مطلوبة مثل المحطمات التي تدور.
الصلب المقاوم للصدأ والذي يمثل أقل من 2% من الإنتاج العالمي للصلب يتم استخدام الكروم والنيكل كعناصر سبائكية بصورة رئيسية ولكن يمكن أيضا استبدال النيكل بصورة جزئية أو كلية مع المنجنيز وبذلك يمثل المنجنيز 4-16% من الصلب المقاوم للصدأ. هذه السبائك لم يتم إنتاجها بصورة كبيرة ولكن يمكن أن يزيد استخدامها في المستقبل اعتمادًا على زيادة سعر النيكل مقارنة بالمنجنيز.
هناك استهلاك مباشر للمنجنيز الخام والمحمص في الفرن اللافح حيث يتم إنتاج الحديد الزهر ولكن المنجنيز يتم استهلاكه في صورة سبائك صلب. يستخدم 5% من محتوى المنجنيز في إنتاج الصلب في الفرن اللافح. محتوى المنجنيز في الحديد الزهر هو جزء صغير من الاستهلاك الكلي للمنجنيز في إنتاج الصلب.

### التأثير
زيادة المنجنيز على نظام (الحديد-كربون) يزيد صلابة الصلب. يتبلور الحديد في درجات حرارة الغرفة إلى فيريت (حديد ألفا)
والذي هو مكعب متمركز الحجم وعند درجة حرارة أعلى من 910 يتحول التركيب إلى أوستنيت (حديد جاما) والذي هو مكعب متمركز الوجه وبينما يتم تبريد الحديد يذوب الكربون في الأوستنيت ويكون سمنتيت (كربيد الحديد) والتأثير المهم للمنجنيز عند درجات حرارة صغيرة عندما يتحول الأوستنيت إلى فيريت ولهذا يستخدم المنجنيز لمنع السمنتيت من الترسيب على حدود الفيريت وأيضًا يستخدم لتنقية البرليتيك.
إن قوة الصلب تعتمد على حجم الخلايا وحجم الكسر في البرليت وتساهم العناصر السبائكية على تقوية الفيريت ولكن ليس مثل الكربون.
يساعد المنجنيز على استجابة الصلب للتبريد المفاجئ في المسار من خلال تأثيره على تحويل درجات الحرارة وهناك ميزة أخرى للمنجنيز وهي أنه يعمل على استقرار الأوستنيت ويضاف المزيد من المنجنيز للحصول على تأثير أعلى.
الحديد الخام يحتوي على كميات غير مرغوب فيها من الكبريت والأكسجين ولذلك فإن المنجنيز يلعب دور مهم بسبب قدرته على الاتحاد مع الكبريت وهو تفاعل يختزل الكبريت إلى كبريت المنجنيز ويمنع إحلال وتكوين سائل كبريت الحديد.

## الإنتاج التجاري
يتم إنتاج سبائك المنجنيز الصلب بواسطة اختزال الكربوثيرميك لأكسيد المنجنيز الخام ويتم استخدام كلًا من الفرن اللافح والفرن الكهربي.

### إنتاج سبائك صلب المنجنيز عالية الكربون
يتم إنتاج سبائك صلب المنجنيز عالية الكربون بواسطة الاختزال الكربوثيرميك لخام المنجنيز أساسًا باستخدام أفران الأقواس الكهربية المغمورة. وتم عمل فرن مؤخرًا لإنتاج هذه السبائك بقدرة 75-90 ميجافولت.
والمعدن المنتج يحتوي على حوالي 78% منجنيز و7% كربون وخبث بمقدار 40%.
الأفران الكهربية المستخدمة في هذه السبائك غالبًا ما تكون دائرية وبها 3 أقطاب كهربية كل واحد متصل بمصدر مختلف. ويتم غمر الأقطاب ويسير التيار من خلال المساحة التي تحت الأقطاب حيث تحول الطاقة الكهربية إلى حرارة.

### السباكة
في حالة السباكة يتم إفراغ البوتقة إما عن طريق حافة أو عن طريق فتحة سفلية. الاختيار الأول هو سريع وغير نظيف والأنسياب يكون سريع ولا يمكن التحكم فيه بالإضافة إلى أنه ما بداخل البوتقة يكون فيه شوائب غير مرغوب فيها مثل الخبث والكربيدات.
الفتحة السفلية بها العديد من الصفات مثل الانسياب يكون قليل يمكن التحكم بها وأيضًا تبقى الشوائب والخبث والكربيدات في البوتقة بسبب كثافتها القليلة. وعيب هذه الطريقة أنها مكلفة من حيث الأدوات والطرق المختلفة لفتح البوابات.